# Sąd Kasacyjny (Francja)

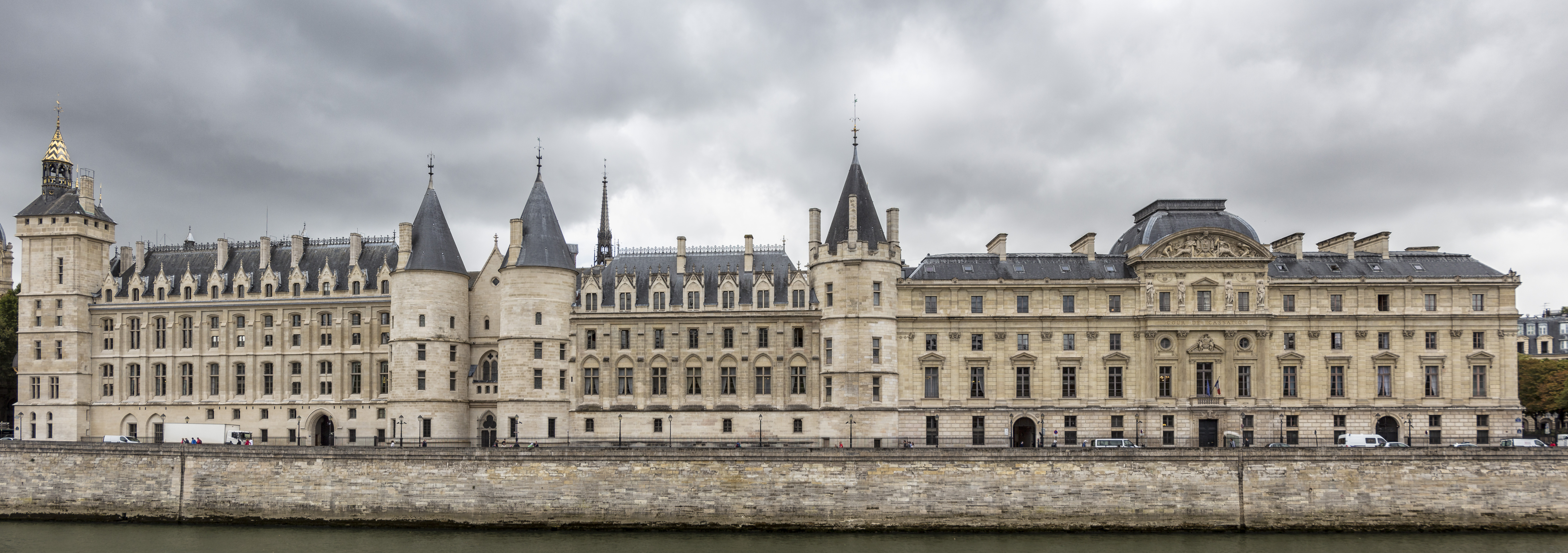
Gmach Sądu Kasacyjnego

Sąd Kasacyjny (fr. Cour de cassation) – we francuskim porządku prawnym sąd pełniący funkcje sądu najwyższego.
Został ustanowiony w czasie rewolucji francuskiej w 1790 roku jako Trybunał Kasacyjny (fr. Tribunal de cassation), który nadzorował sądy niższej instancji. Obecnie w skład Sądu Kasacyjnego wchodzi około 125 sędziów (z czego ponad 80 to sędziowie procesowi conseillers, reszta ma status conseillers référendaires).

## Struktura organizacyjna Sądu Kasacyjnego

### Izby
Sąd dzieli się na sześć izb (fr. chambre) o ściśle określonych kompetencjach:
- Pierwsza Izba Cywilna (Première chambre civile) zajmuje się prawem cywilnym, w tym spadkowym, międzynarodowym prywatnym, sprawami dotyczącym opieki nad dziećmi, prawami człowieka, umowami, zobowiązaniami;
- Druga Izba Cywilna (Deuxième chambre civile) w jej gestii znajdują się rozwody, powództwa oraz prawo wyborcze;
- Trzecia Izba Cywilna (Troisième chambre civile) – prawo rzeczowe, prawo budowlane, służebności;
- Izba Karna (Chambre criminelle) – sprawy z zakresu prawa karnego;
- Izba Pracy (Chambre sociale) – prawo pracy, kwestie opieki społecznej i związane ze związkami zawodowymi;
- Izba Handlu, Finansów i Ekonomii (Chambre commerciale, financière et économique) – prawo handlowe, bankowe, prawo patentowe.

### Prokuratura Generalna przy Sądzie Kasacyjnym (Parquet général de la Cour de cassation)
Kierowany jest przez Prokuratora Generalnego przy Sądzie Kasacyjnym (procureur général près la Cour de cassation), posiadającego dwóch zastępców (premier avocat général). Ponadto wspierany jest przez grupę około 22 adwokatów generalnych (avocats généraux), 2 asystentów oraz 12 tzw. słuchaczy (auditeurs). Ich zadaniem jako urzędników sądowych jest zaprezentowanie sprawy przed sądem oraz pomoc w postępowaniu (np. poprzez odpowiadania na pytania sądu, wydawanie opinii itp.).
Osobnym organem jest Zgromadzenie Sędziów Sądu Kasacyjnego.

## Zakres działalność Sądu Kasacyjnego
Sąd Kasacyjny będący sądem ostatniej instancji w Republice Francuskiej dla spraw cywilnych i karnych rzadko zajmuje się sprawami obejmującymi powództwa względem państwa francuskiego, sprawy te rozstrzygają zwykle sądy administracyjne, od których rozstrzygnięć można się odwołać do francuskiej Rady Stanu.
Sąd Najwyższy może podtrzymać lub odrzucić rozstrzygniecie sądu niższej instancji na podstawie obowiązującego prawa.
Do zadań sądu należy ponadto publikowanie corocznego raportu o stanie systemu sądowniczego Francji z uwzględnieniem sugestii na temat zmian w prawie.